# The Wall
 Denne artikel omhandler Pink Floyds konceptalbum. Opslagsordet har også en anden betydning, se Wall.
The Wall er det 11. studiealbum af den engelske rockgruppe Pink Floyd. Ligesom gruppens foregående tre albums er The Wall et konceptalbum. Albummet er en rockopera skrevet hovedsageligt af Roger Waters og er indspillet af Pink Floyd. Albummet blev indspillet i 1979 og udsendt senere samme år. Albummet er historien om rocksangeren Pink, der efter flere nedbrydende oplevelser i sin barn- og ungdom begynder opbygningen af en mur i sit sind. Muren holder al menneskelig kontakt ude, og Pink er derfor ekstremt indelukket.
Nogle af hændelserne drager paralleller til Roger Waters' eget liv; Pinks far dør under 2. verdenskrig, ligesom Roger Waters' far.
Albummet er sammen med The Dark Side of the Moon, Wish You Were Here, Animals og The Final Cut fra den Roger Waters-dominerede periode.[kilde mangler]
The Wall blev i 1982 omsat til en film med Bob Geldof i rollen som Pink. Filmen fik en overraskende stor succes.[kilde mangler]

## Koncept
Inden The Wall blev til The Wall, fremlagde Roger Waters to koncepter for resten af medlemmerne i Pink Floyd[kilde mangler]: et koncept om indelukkelse (Bricks In The Wall, som så senere blev til The Wall, og et andet koncept, der senere blev udgivet af Roger Waters alene; The Pros and Cons of Hitch Hiking.
Roger Waters havde lavet demoer (optaget på bånd), som han brugte som virkemiddel i sin fremlæggelse af de to koncepter.
Konceptet bag The Pros and Cons of Hitch Hiking blev ikke blankt afvist af de andre medlemmer – tværtimod. David Gilmour udtalte senere, at han mente, at der var mere indhold i The Pros and Cons of Hitch Hiking rent musikalsk – i modsætning til The Wall.[kilde mangler]

## Numre
Side 1
1. In the Flesh?
2. The Thin Ice
3. Another Brick In The Wall, Part 1
4. The Happiest Days of Our Lives
5. Another Brick In The Wall, Part 2
6. Mother

Side 2
1. Goodbye Blue Sky
2. Empty Spaces
3. Young Lust
4. One Of My Turns
5. Don't Leave Me Now
6. Another Brick In The Wall, Part 3
7. Goodbye Cruel World

Side 3
1. Hey You
2. Is There Anybody Out There?
3. Nobody Home
4. Vera
5. Bring the Boys Back Home
6. Comfortably Numb

Side 4
1. The Show Must Go On
2. In The Flesh
3. Run Like Hell
4. Waiting For The Worms
5. Stop
6. The Trial
7. Outside The Wall